# Documentos cortesianos
Con exclusión de las Cartas de relación, se conoce como Documentos cortesianos a los textos firmados por Hernán Cortés,  a los escritos en su nombre o por encargo y a los informes de los hechos que lo involucraban, como cédulas, provisiones, instrucciones, juicios, denuncias, reclamaciones y otros documentos a favor o en contra suya.  Abarcan un largo periodo, iniciado en 1518, con las disputas con Diego de Velázquez gobernador de Cuba, a 1548, un año después de su muerte.
Con el título de Documentos cortesianos el historiador mexicano José Luis Martínez hizo una compilación de textos manuscritos de los tres tipos mencionados. En la presentación de los cuatro volúmenes de su edición apunta que Hernán Cortés tuvo una personalidad única entre sus contemporáneos 

"por contar con un cúmulo de documentos, escritos o encargados por él o dirigidos a él... Esta abundancia documental se debe, en primer lugar, a sus numerosas actividades públicas aunque también a sus negocios y pleitos. Estos últimos, promovidos por él o enderezados contra él, comenzaron con su salida de Cuba y su llegada a tierras mexicanas, lo siguieron hasta su muerte y prosiguieron con sus sucesores..."

Una de las actividades más controvertidas de Cortés fue la expedición a las Hibueras (hoy Honduras). Dos cartas firmadas por él, fechadas en 1526 centradas en dicha expedición, están bajo el resguardo del Centro de Estudios de Historia de México Fundación Carlos Slim.

## Contexto histórico del documento
Dentro del documento, Cortés relató la expedición que emprendió a las Hibueras (Honduras), viaje que lo mantuvo fuera de la Nueva España del 12 de octubre de 1524 al 19 de junio de 1526. El viaje fue realizado para someter a Cristóbal de Olid, a quien había enviado para conquistar la zona, pero lo había traicionado aliándose con su enemigo Diego de Velázquez, el gobernador de Cuba. También era importante para Cortés encontrar un estrecho que permitiera el paso entre el océano Atlántico con el océano Pacífico y facilitar las rutas comerciales.
La ausencia de Cortés, sin embargo, provocó un caos en la Nueva España en 1525, ya que se difundió la noticia falsa de su muerte, lo que generó abusos por parte de los encargados de gobierno, quienes se apropiaron de los bienes y encomiendas de Cortés, persiguieron a sus amigos, familiares y abusaron de los indios, quienes se rebelaron. Este evento contribuyó a la destitución de Hernán Cortés.